# Klebark Wielki (gromada)
Klebark Wielki – dawna gromada, czyli najmniejsza jednostka podziału terytorialnego Polskiej Rzeczypospolitej Ludowej w latach 1954–1972.
Gromady, z gromadzkimi radami narodowymi (GRN) jako organami władzy najniższego stopnia na wsi, funkcjonowały od reformy reorganizującej administrację wiejską przeprowadzonej jesienią 1954 do momentu ich zniesienia z dniem 1 stycznia 1973, tym samym wypierając organizację gminną w latach 1954–1972.
Gromadę Klebark Wielki z siedzibą GRN w Klebarku Wielkim utworzono – jako jedną z 8759 gromad na obszarze Polski – w powiecie olsztyńskim w woj. olsztyńskim na mocy uchwały nr 21 WRN w Olsztynie z dnia 4 października 1954. W skład jednostki weszły obszary dotychczasowych gromad Klebark Wielki, Klebark Mały i Silice oraz miejscowość Bogdany z dotychczasowej gromady Kaplityny ze zniesionej gminy Klebark (Wielki) w tymże powiecie. Dla gromady ustalono 11 członków gromadzkiej rady narodowej.
1 stycznia 1960 do gromady Klebark Wielki włączono wieś i PGR Wójtowo ze znoszonej gromady Łęgajny, obszar zniesionej gromady Trękus oraz wsie Skajboty i Patryki wraz z PGR-em Nowe Patryki ze zniesionej gromady Skajboty w tymże powiecie.
1 stycznia 1966 z gromady Klebark Wielki wyłączono części obszarów wsi Ostrzewo i Szczęsne, włączając je do miasta Olsztyna (na prawach powiatu).
31 grudnia 1967 z gromady Klebark Wielki wyłączono: a) część obszaru PGL nadleśnictwo Nowy Ramuk (17 ha), włączając ją do gromady Bartąg; b) część obszaru PGL nadleśnictwo Nowy Ramuk (3 ha), włączając ją do gromady Butryny; c) część obszaru PGL nadleśnictwo Purda Leśna (11 ha), włączając ją do gromady Purda; oraz d) część obszaru wsi Nikielkowo (24 ha), włączając ją do gromady Dywity – w tymże powiecie; do gromady Klebark Wielki włączono natomiast: a) część obszaru wsi Linowo (44 ha) z gromady Bartąg; b) część obszaru wsi Trękus (3 ha) z gromady Butryny; c) część obszaru wsi Klebark Mały (8 ha) z gromady Dywity; oraz d) część obszaru PGR Trękusek (44 ha) z gromady Purda – w tymże powiecie.
Gromada przetrwała do końca 1972 roku, czyli do kolejnej reformy gminnej.